# Louis-Thomas Mariani
Pour les articles homonymes, voir Mariani.
Louis-Thomas-Maurice-Jérôme Mariani, 2e baron Mariani, né à Corte le 8 août 1815, mort à Paris le 24 juin 1890, fut un militaire et un homme politique français.

## Biographie
Après avoir fait Saint-Cyr (1833-35), puis l'Ecole d'état-major, il part en Océanie avec le grade de capitaine. Il reçoit un titre de prince de la reine de Tahiti. Il participe pendant 5 ans à la campagne d'Oranie.
Nommé chef d'escadron peu après son retour en France, à la fin de l'année 1847, il joue un rôle actif lors du coup d'État du 2 décembre 1851, comme sous-chef d'état-major de la division Levasseur. Il devient aide de camp du prince Napoléon en 1853 et l'accompagne lors de la guerre de Crimée. Le 2e baron, fils d'Antoine Mariani, a des liens de famille avec les Bonaparte et est proche de Napoléon III.
Sa famille est influente dans le centre de la Corse dont il est député au Corps législatif (1857-1863), conseiller général de la Corse et sous-préfet de Corte de 1863 à 1870.
Il est promu au grade d'officier de la Légion d'honneur le 20 décembre 1852.
Il épousa le 4 novembre 1848 la baronne Thérèse Allesina von Schweitzer (1885-1881), issue d'une famille de banquiers de Francfort-sur-le-Main originaires du nord de l'Italie et apparentés aux Guaita, aux Brentano, aux princes de Sayn-Wittgenstein, etc.
De leur union descendent les barons Hainguerlot et une branche de la famille Terlinden.

## Sources
1. ↑  Jacques MEURGEY de TUPIGNY, Les barons Mariani et leurs alliances, Nogent-le-Rotrou, Daupeley-Gouverneur, 1933, 118 p.
2. ↑  « Généalogie de Joseph Louis Thomas Maurice Jérôme MARIANI », sur Geneanet (consulté le 12 septembre 2024)

- « Louis-Thomas Mariani », dans Adolphe Robert et Gaston Cougny, Dictionnaire des parlementaires français, Edgar Bourloton, 1889-1891 [détail de l’édition]